# Рейскорс Граунд
«Рейскорс Граунд» (англ. Racecourse Ground, валл. Y Cae Ras) — футбольний стадіон в Рексемі (Уельс). Домашній стадіон футбольного клубу «Рексем>». Є найбільшим стадіоном у Північному Уельсі та п'ятим за місткістю спортивним стадіоном Уельсу.
Найстаріший футбольний стадіон світу, який досі приймає матчі збірних. Перший матч збірної Уельсу на стадіоні відбувся у 1877 році. Стадіон прийняв 94 матчі збірної Уельсу — більше, ніж будь-який інший стадіон.
Рекордна відвідуваність стадіону була встановлена 26 січня 1957 року, коли на матч між «Рексемом» та «Манчестер Юнайтед» прийшли 34 445 глядачів.
Крім матчів «Рексема» та збірної Уельсу стадіон приймав матчі регбіліг-клубу «Норт-Вейлз Крузейдерс», регбійного клубу «Скарлетс» та резервістів футбольного клубу «Ліверпуль». У XIX столітті стадіон приймав крикетні матчі та Кінні перегони. Також на стадіоні інколи проводяться концерти.

## Історія
Футбольний клуб «Рексем» грав на стадіоні з моменту свого заснування у жовтні 1864 року. До цього стадіон використовувався для проведення крикетних матчів і як іподром для кінних перегонів. Також до Першої світової війни на стадіоні проводилися польоти Густава Гамеля в серпні 1912 і в червні 1913.
У 1952 році на стадіоні з'явилася бетонна тераса на трибуні «Коп». 30 вересня 1959 року на стадіоні вперше пройшов матч під світлом нещодавно встановлених прожекторів.
У грудні 2022 року стадіон відвідав король Великобританії Карл III разом з дружиною Каміллою, зустрівшись з власниками «Рексема» Робом Макелхенні та Раяном Рейнольдсом.

## Трибуни

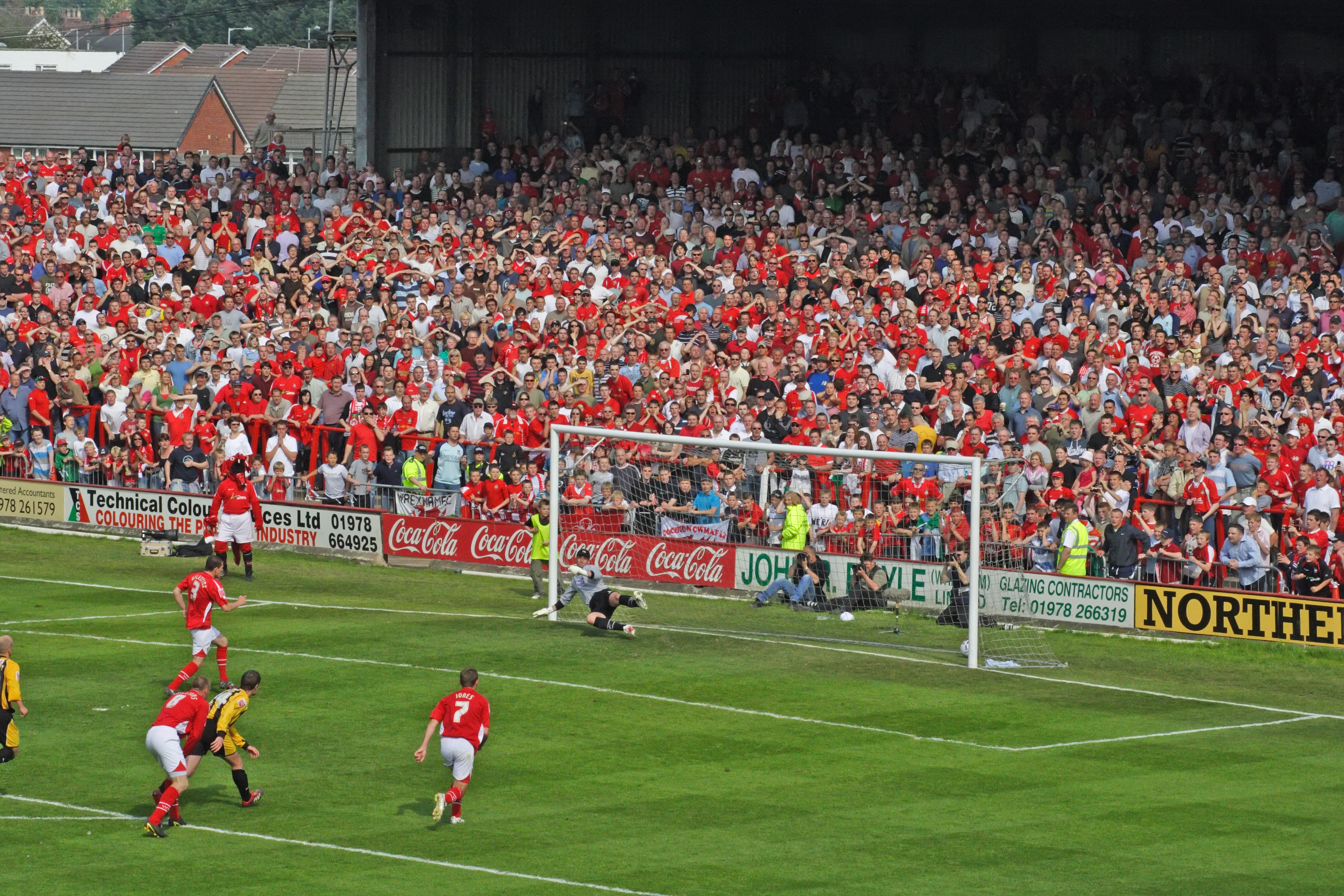
Трибуна «Коп» у 2007 році (зараз закрита на реконструкцію)

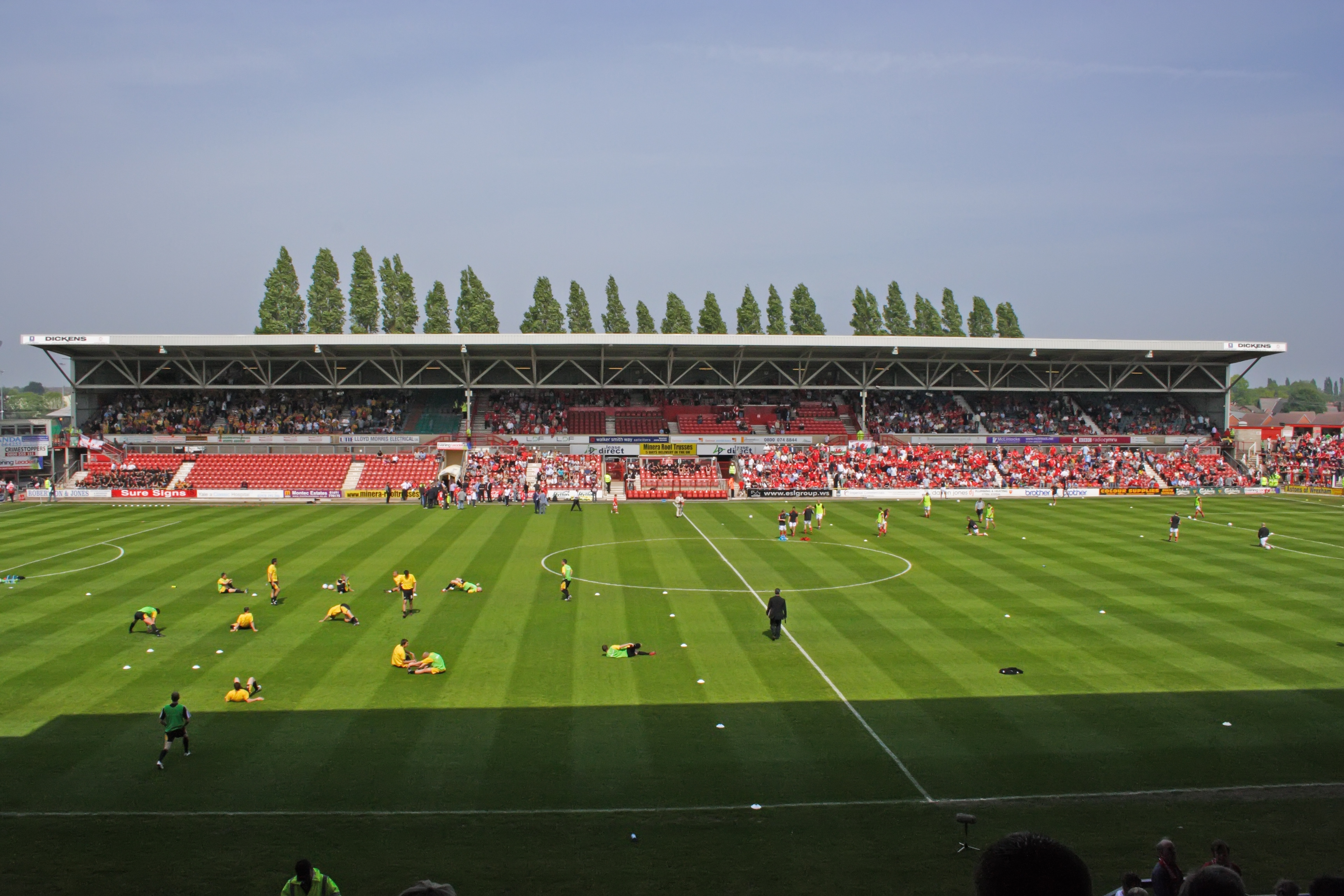
Трибуна «Рексем Лагер»

### Трибуна «Коп»
Трибуна «Коп» на «Рейскорс Граунд» названа так на згадку про битву за Спіон-Коп, як і інші трибуни з тією ж назвою на багатьох стадіонах у Великій Британії. Вона розташована за воротами. Також вона називалася трибуною «Кріспін Лейн Енд» або «Таун Енд». Максимально вона вміщала 9 500 глядачів, у 2000-і роки — 5 000 глядачів, коли вона була найбільшою стоячою трибуною у Футбольній лізі Англії. З 2008 року її не використовуют з міркувань безпеки. У листопаді 2022 року комітет Рексема з планування схвалив плани з реконструкції трибуни «Коп» у повністю сидячу з місткістю 5 500 глядачів із включенням ВІП-лож, офісів та магазинів. Співвласники «Рексему» Роб Макелхенні та Раян Рейнольдс очікують завершення реконструкції трибуни «Коп» до початку сезону 2024/25.

### Трибуна «Рексем Лагер»
Трибуна «Рексем Лагер» — основна крита трибуна стадіону, що складається з двох ярусів і містить 4 200 глядачів. Вона була побудована у 1972 році в рамках підготовки до участі клубу в єврокубках. Під трибуною розташовані роздягальні команд, офіси та розважальні приміщення. Трибуна має таку назву в рамках спонсорської угоди з місцевою пивоварною компанією Wrexham Lager.

### Трибуна «Універсіті»
Трибуна «Універсіті» (раніше називалася трибуною «Рексрент», трибуною «Марстон» і трибуною «Тек Енд») — крита трибуна, розташована за воротами. Вміщує 3 000 глядачів. Починаючи з сезону 2007/08, домашні вболівальники «Рексема» розміщуються на цій трибуні.

### Трибуна «Макрон»
Трибуна «Макрон» — найновіша трибуна, що вміщує 3 500 глядачів та включає місця для людей з обмеженими можливостями. Спочатку на цьому місці була трибуна Прайса Гріффітса (колишнього голови клубу), потім її перейменували на трибуну «Молд Роуд». У 1999 році на місці старої трибуни «Молд Роуд» було збудовано трибуну «Макрон». На ній розташовується телевізійна студія, місця для коментаторів, вісім ВІП-лож, ресторан та клубний магазин.

## Концерти
Перший концерт на «Рейскорс Граунд» пройшов у липні 1982 року, коли на стадіоні виступили гурти Motörhead та Twisted Sister. Також на стадіоні виступали гурти Stereophonics, UB40 та Оллі Марс. У травні 2023 року на стадіоні виступав гурт Kings of Leon.

## Рекорди відвідуваності
Нижче наведено п'ять матчів «Рексема» з найвищою відвідуваністю на стадіоні «Рейскорс Граунд».
| Дата            | Турнір                            | Суперник          | Глядачі |
| --------------- | --------------------------------- | ----------------- | ------- |
| 26 січня 1957   | Кубок Англії з футболу 1956/1957  | Манчестер Юнайтед | 34 445  |
| 26 грудня 1936  | Третій північний дивізіон 1936/37 | Честер            | 29 261  |
| 17 січня 1978   | Кубок Футбольної ліги 1977/1978   | Ліверпуль         | 25 641  |
| 11 березня 1978 | Кубок Англії з футболу 1977/1978  | Арсенал           | 25 547  |
| 7 грудня 1935   | Третій північний дивізіон 1935/36 | Честер            | 24 086  |